# Zvečaj vára
Zvečaj vára (horvátul: Stari grad Zvečaj) egy várrom Horvátországban,  a Duga Resához tartozó Donji Zvečaj település határában.

## Fekvése
Donji Zvečajtól délnyugatra, a Mrežnica-folyó kanyarulatában, a bal parton találhatók csekély maradványai.

## Története
A várat és uradalmát először helyi nemesek, a Zvečajski család ősei birtokolták, majd a Frangepán család ozalyi ágának birtoka lett. Miután Frangepán Ferenc Kristóf javait felségárulás címén elvették a 17. század végén Herberstein tábornok a károlyvárosi erődparancsnokság alá rendelte. A török veszély elmúltával elveszítette jelentőségét és 1777-ben köveit a Jozefina út építéséhez használták fel. 

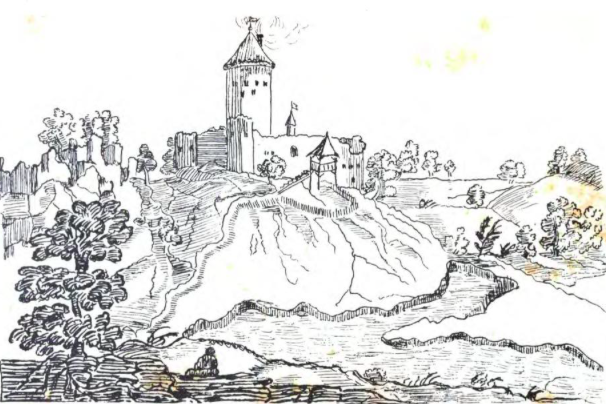
A vár rekonstrukciós rajza

## A vár mai állapota
Zvečaj vára a Mrežnica a bal partján állt. Mára csak kisebb faldarabok maradtak belőle. Megmaradt részei valójában egyetlen lakóházba épültek. A vár négyszög alaprajzú volt, sarkaiban hengeres tornyokkal. Közepén volt egy henger alakú fő védelmi torony. Kívülről falépcsők vezettek fel az első emelet magasságába és onnan lehetett belépni az erőd belsejébe. Ez több erődbe való belépés általános módja volt.